# Клейне-Гейсьєс
Клейне-Гейсьєс (нід. Kleine Huisjes) — село в нідерландській провінції Гронінген, на узбережжі Ватового моря. Входить до муніципалітету Гет-Гогеланд.
Його площа становить 0,25км², а населення станом на 2021 рік складало 75 осіб.

## Галерея

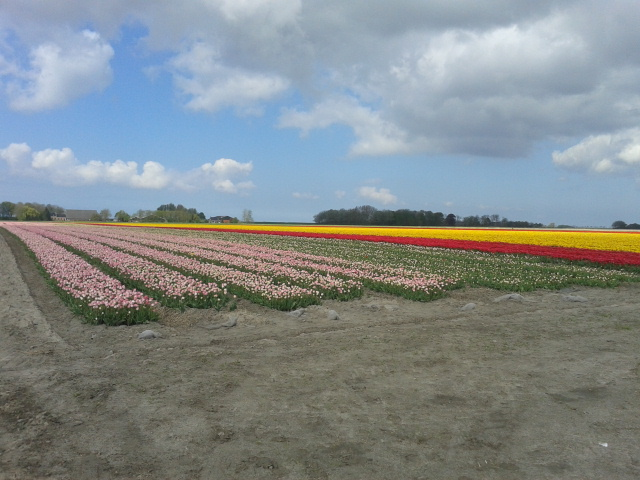
Поле тюльпанів біля села